# Hiroyasu Kawakatsu
Hiroyasu Kawakatsu (川勝 博康 Kawakatsu Hiroyasu?,  nacido el 19 de septiembre de 1975 en Kioto) es un exfutbolista japonés. Jugaba de delantero y su último club fue el Kyoto Purple Sanga de Japón.

## Trayectoria

### Clubes
| Club               | País  | Año         |
| ------------------ | ----- | ----------- |
| Kyoto Purple Sanga | Japón | 1998 - 2000 |